# Sông Phó Đáy
Sông Phó Đáy là một phụ lưu bên tả ngạn của sông Lô, có thượng lưu và trung lưu chảy trên địa bàn vùng núi và trung du phía Bắc, còn hạ lưu chảy trên địa bàn tỉnh Phú Thọ.
Sông Phó Đáy bắt nguồn từ vùng núi Tam Tạo, xã Yên Phong, tỉnh Thái Nguyên, chảy qua các xã Hùng Lợi, Trung Sơn, Tân Trào, Minh Thanh, Sơn Dương, Tân Thanh, Sơn Thủy của tỉnh Tuyên Quang, xã Hợp Lý, Đạo Trù, Thái Hoà, Đại Đình, Liên Hoà, Tam Dương Bắc, Tiên Lữ, Hoàng An, Vĩnh An, Sơn Đông, Vĩnh Hưng, Vĩnh Thành của tỉnh Phú Thọ và nhập vào sông Lô tại giữa xã Sơn Đông và xã Vĩnh Thành phía trên cầu Việt Trì độ 200 m. Từ ngã ba sông Phó Đáy và sông Lô đi tiếp về phía hạ lưu của sông Lô chưa đến 2 km là ngã ba sông nơi sông Lô hợp lưu vào sông Hồng. Sông Phó Đáy có nhiều phụ lưu nhỏ.
Đoạn trên địa bàn Thái Nguyên dài 36 km, diện tích lưu vực là 250 km², lưu lượng bình quân là 9,7 m³/s.
Đoạn trên địa bàn Tuyên Quang dài 84 km.
Đoạn trên địa bàn Phú Thọ dài 41,5 km, lưu lượng bình quân là 23 m³/giây. Sông Phó Đáy ở đây còn được gọi là sông Đáy (mặc dù dòng chảy của con sông Đáy và sông Phó Đáy không liên quan gì đến nhau), làm thành ranh giới tự nhiên giữa huyện Lập Thạch (cũ) với huyện Tam Đảo (cũ) và giữa Lập Thạch với Tam Dương (cũ), Lập Thạch với Vĩnh Tường (cũ).
Mùa mưa, trên sông Phó Đáy thường hay có lũ quét và lũ ống gây nhiều thiệt hại về tài sản và tính mạng cho người dân sống hai bên bờ.
Sông Phó Đáy (chủ yếu là đoạn qua Tuyên Quang) được nhắc đến trong bài thơ "Đi thuyền trên sông Đáy" và bài "Rằm tháng Giêng" của Hồ Chí Minh.